# Ескене
Ескене (каз. Ескене) — село в Макатском районе Атырауской области Казахстана. Входит в состав Байгетобинского сельского округа. Код КАТО — 235231200.

## География
Располагается у железнодорожной станции Искине (на линии Атырау — Кандыагаш). В районе — добыча нефти (Эмбинский нефтяной район).

## История
Населённый пункт возник в 1942 году как посёлок при железнодорожной станции Искене на линии Гурьев-Макат Западно-Казахстанской железной дороги. До 1990-х годов населённый пункт станция Искене входил в состав Искининского поссовета. После распада Советского Союза населённый пункт перестает учитываться как самостоятельный населённый пункт, и по всей видимости, считался отдаленным районом посёлка Искининский. В 2013 году посёлок Искининский был упразднён, а его жителей переселили в областной центр. Население же железнодорожной станции под программу переселения не попало. В 2017 году, населённому пункту при станции был придан официальный статус — село Ескене.

## Население
В 1989 году население станции составляло 155 человек, проживали в основном казахи. По некоторым сведениям, в 2019 году село состояло из 50 хозяйств, в которых проживало 270 человек.

## Экологическая и социальная обстановка
Населённый пункт расположен в санитарно-защитной зоне завода «Карабатан». В 2021 году правительство РК сообщило о проекте строительства вблизи станции ещё одного газоперерабатывающего завода.
Село относиться к разряду депрессивных. В нём отсутствует какая-либо социальная инфраструктура; отcутствуют газ (угольное отопление) и вода. Единственный источник дохода жителей — это железная дорога, на которой работает около 20 жителей. С 2013 года жители требует переселить их в другие населённые пункты.